# 1479
Portal Geschichte | Portal Biografien | Aktuelle Ereignisse | Jahreskalender | Tagesartikel

◄ |
14. Jahrhundert |
15. Jahrhundert
| 16. Jahrhundert | ►

◄ |
1440er |
1450er |
1460er |
1470er
| 1480er | 1490er | 1500er | ►

◄◄ |
◄ |
1475 |
1476 |
1477 |
1478 |
1479
| 1480 | 1481 | 1482 | 1483 | ► | ►►
Staatsoberhäupter  · Nekrolog
| Januar | Januar | Januar | Januar | Januar | Januar | Januar | Januar |
| Kw     | Mo     | Di     | Mi     | Do     | Fr     | Sa     | So     |
| ------ | ------ | ------ | ------ | ------ | ------ | ------ | ------ |
| 53     |        |        |        |        | 1      | 2      | 3      |
| 1      | 4      | 5      | 6      | 7      | 8      | 9      | 10     |
| 2      | 11     | 12     | 13     | 14     | 15     | 16     | 17     |
| 3      | 18     | 19     | 20     | 21     | 22     | 23     | 24     |
| 4      | 25     | 26     | 27     | 28     | 29     | 30     | 31     |

| Februar | Februar | Februar | Februar | Februar | Februar | Februar | Februar |
| Kw      | Mo      | Di      | Mi      | Do      | Fr      | Sa      | So      |
| ------- | ------- | ------- | ------- | ------- | ------- | ------- | ------- |
| 5       | 1       | 2       | 3       | 4       | 5       | 6       | 7       |
| 6       | 8       | 9       | 10      | 11      | 12      | 13      | 14      |
| 7       | 15      | 16      | 17      | 18      | 19      | 20      | 21      |
| 8       | 22      | 23      | 24      | 25      | 26      | 27      | 28      |

| März | März | März | März | März | März | März | März |
| Kw   | Mo   | Di   | Mi   | Do   | Fr   | Sa   | So   |
| ---- | ---- | ---- | ---- | ---- | ---- | ---- | ---- |
| 9    | 1    | 2    | 3    | 4    | 5    | 6    | 7    |
| 10   | 8    | 9    | 10   | 11   | 12   | 13   | 14   |
| 11   | 15   | 16   | 17   | 18   | 19   | 20   | 21   |
| 12   | 22   | 23   | 24   | 25   | 26   | 27   | 28   |
| 13   | 29   | 30   | 31   |      |      |      |      |

| April | April | April | April | April | April | April | April |
| Kw    | Mo    | Di    | Mi    | Do    | Fr    | Sa    | So    |
| ----- | ----- | ----- | ----- | ----- | ----- | ----- | ----- |
| 13    |       |       |       | 1     | 2     | 3     | 4     |
| 14    | 5     | 6     | 7     | 8     | 9     | 10    | 11    |
| 15    | 12    | 13    | 14    | 15    | 16    | 17    | 18    |
| 16    | 19    | 20    | 21    | 22    | 23    | 24    | 25    |
| 17    | 26    | 27    | 28    | 29    | 30    |       |       |

| Mai | Mai | Mai | Mai | Mai | Mai | Mai | Mai |
| Kw  | Mo  | Di  | Mi  | Do  | Fr  | Sa  | So  |
| --- | --- | --- | --- | --- | --- | --- | --- |
| 17  |     |     |     |     |     | 1   | 2   |
| 18  | 3   | 4   | 5   | 6   | 7   | 8   | 9   |
| 19  | 10  | 11  | 12  | 13  | 14  | 15  | 16  |
| 20  | 17  | 18  | 19  | 20  | 21  | 22  | 23  |
| 21  | 24  | 25  | 26  | 27  | 28  | 29  | 30  |
| 22  | 31  |     |     |     |     |     |     |

| Juni | Juni | Juni | Juni | Juni | Juni | Juni | Juni |
| Kw   | Mo   | Di   | Mi   | Do   | Fr   | Sa   | So   |
| ---- | ---- | ---- | ---- | ---- | ---- | ---- | ---- |
| 22   |      | 1    | 2    | 3    | 4    | 5    | 6    |
| 23   | 7    | 8    | 9    | 10   | 11   | 12   | 13   |
| 24   | 14   | 15   | 16   | 17   | 18   | 19   | 20   |
| 25   | 21   | 22   | 23   | 24   | 25   | 26   | 27   |
| 26   | 28   | 29   | 30   |      |      |      |      |

| Juli | Juli | Juli | Juli | Juli | Juli | Juli | Juli |
| Kw   | Mo   | Di   | Mi   | Do   | Fr   | Sa   | So   |
| ---- | ---- | ---- | ---- | ---- | ---- | ---- | ---- |
| 26   |      |      |      | 1    | 2    | 3    | 4    |
| 27   | 5    | 6    | 7    | 8    | 9    | 10   | 11   |
| 28   | 12   | 13   | 14   | 15   | 16   | 17   | 18   |
| 29   | 19   | 20   | 21   | 22   | 23   | 24   | 25   |
| 30   | 26   | 27   | 28   | 29   | 30   | 31   |      |

| August | August | August | August | August | August | August | August |
| Kw     | Mo     | Di     | Mi     | Do     | Fr     | Sa     | So     |
| ------ | ------ | ------ | ------ | ------ | ------ | ------ | ------ |
| 30     |        |        |        |        |        |        | 1      |
| 31     | 2      | 3      | 4      | 5      | 6      | 7      | 8      |
| 32     | 9      | 10     | 11     | 12     | 13     | 14     | 15     |
| 33     | 16     | 17     | 18     | 19     | 20     | 21     | 22     |
| 34     | 23     | 24     | 25     | 26     | 27     | 28     | 29     |
| 35     | 30     | 31     |        |        |        |        |        |

| September | September | September | September | September | September | September | September |
| Kw        | Mo        | Di        | Mi        | Do        | Fr        | Sa        | So        |
| --------- | --------- | --------- | --------- | --------- | --------- | --------- | --------- |
| 35        |           |           | 1         | 2         | 3         | 4         | 5         |
| 36        | 6         | 7         | 8         | 9         | 10        | 11        | 12        |
| 37        | 13        | 14        | 15        | 16        | 17        | 18        | 19        |
| 38        | 20        | 21        | 22        | 23        | 24        | 25        | 26        |
| 39        | 27        | 28        | 29        | 30        |           |           |           |

| Oktober | Oktober | Oktober | Oktober | Oktober | Oktober | Oktober | Oktober |
| Kw      | Mo      | Di      | Mi      | Do      | Fr      | Sa      | So      |
| ------- | ------- | ------- | ------- | ------- | ------- | ------- | ------- |
| 39      |         |         |         |         | 1       | 2       | 3       |
| 40      | 4       | 5       | 6       | 7       | 8       | 9       | 10      |
| 41      | 11      | 12      | 13      | 14      | 15      | 16      | 17      |
| 42      | 18      | 19      | 20      | 21      | 22      | 23      | 24      |
| 43      | 25      | 26      | 27      | 28      | 29      | 30      | 31      |

| November | November | November | November | November | November | November | November |
| Kw       | Mo       | Di       | Mi       | Do       | Fr       | Sa       | So       |
| -------- | -------- | -------- | -------- | -------- | -------- | -------- | -------- |
| 44       | 1        | 2        | 3        | 4        | 5        | 6        | 7        |
| 45       | 8        | 9        | 10       | 11       | 12       | 13       | 14       |
| 46       | 15       | 16       | 17       | 18       | 19       | 20       | 21       |
| 47       | 22       | 23       | 24       | 25       | 26       | 27       | 28       |
| 48       | 29       | 30       |          |          |          |          |          |

| Dezember | Dezember | Dezember | Dezember | Dezember | Dezember | Dezember | Dezember |
| Kw       | Mo       | Di       | Mi       | Do       | Fr       | Sa       | So       |
| -------- | -------- | -------- | -------- | -------- | -------- | -------- | -------- |
| 48       |          |          | 1        | 2        | 3        | 4        | 5        |
| 49       | 6        | 7        | 8        | 9        | 10       | 11       | 12       |
| 50       | 13       | 14       | 15       | 16       | 17       | 18       | 19       |
| 51       | 20       | 21       | 22       | 23       | 24       | 25       | 26       |
| 52       | 27       | 28       | 29       | 30       | 31       |          |          |

| Januar | Januar | Januar | Januar | Januar | Januar | Januar | Januar |
| Kw     | Mo     | Di     | Mi     | Do     | Fr     | Sa     | So     |
| ------ | ------ | ------ | ------ | ------ | ------ | ------ | ------ |
| 53     |        |        |        |        | 1      | 2      | 3      |
| 1      | 4      | 5      | 6      | 7      | 8      | 9      | 10     |
| 2      | 11     | 12     | 13     | 14     | 15     | 16     | 17     |
| 3      | 18     | 19     | 20     | 21     | 22     | 23     | 24     |
| 4      | 25     | 26     | 27     | 28     | 29     | 30     | 31     |

| Februar | Februar | Februar | Februar | Februar | Februar | Februar | Februar |
| Kw      | Mo      | Di      | Mi      | Do      | Fr      | Sa      | So      |
| ------- | ------- | ------- | ------- | ------- | ------- | ------- | ------- |
| 5       | 1       | 2       | 3       | 4       | 5       | 6       | 7       |
| 6       | 8       | 9       | 10      | 11      | 12      | 13      | 14      |
| 7       | 15      | 16      | 17      | 18      | 19      | 20      | 21      |
| 8       | 22      | 23      | 24      | 25      | 26      | 27      | 28      |

| März | März | März | März | März | März | März | März |
| Kw   | Mo   | Di   | Mi   | Do   | Fr   | Sa   | So   |
| ---- | ---- | ---- | ---- | ---- | ---- | ---- | ---- |
| 9    | 1    | 2    | 3    | 4    | 5    | 6    | 7    |
| 10   | 8    | 9    | 10   | 11   | 12   | 13   | 14   |
| 11   | 15   | 16   | 17   | 18   | 19   | 20   | 21   |
| 12   | 22   | 23   | 24   | 25   | 26   | 27   | 28   |
| 13   | 29   | 30   | 31   |      |      |      |      |

| April | April | April | April | April | April | April | April |
| Kw    | Mo    | Di    | Mi    | Do    | Fr    | Sa    | So    |
| ----- | ----- | ----- | ----- | ----- | ----- | ----- | ----- |
| 13    |       |       |       | 1     | 2     | 3     | 4     |
| 14    | 5     | 6     | 7     | 8     | 9     | 10    | 11    |
| 15    | 12    | 13    | 14    | 15    | 16    | 17    | 18    |
| 16    | 19    | 20    | 21    | 22    | 23    | 24    | 25    |
| 17    | 26    | 27    | 28    | 29    | 30    |       |       |

| Mai | Mai | Mai | Mai | Mai | Mai | Mai | Mai |
| Kw  | Mo  | Di  | Mi  | Do  | Fr  | Sa  | So  |
| --- | --- | --- | --- | --- | --- | --- | --- |
| 17  |     |     |     |     |     | 1   | 2   |
| 18  | 3   | 4   | 5   | 6   | 7   | 8   | 9   |
| 19  | 10  | 11  | 12  | 13  | 14  | 15  | 16  |
| 20  | 17  | 18  | 19  | 20  | 21  | 22  | 23  |
| 21  | 24  | 25  | 26  | 27  | 28  | 29  | 30  |
| 22  | 31  |     |     |     |     |     |     |

| Juni | Juni | Juni | Juni | Juni | Juni | Juni | Juni |
| Kw   | Mo   | Di   | Mi   | Do   | Fr   | Sa   | So   |
| ---- | ---- | ---- | ---- | ---- | ---- | ---- | ---- |
| 22   |      | 1    | 2    | 3    | 4    | 5    | 6    |
| 23   | 7    | 8    | 9    | 10   | 11   | 12   | 13   |
| 24   | 14   | 15   | 16   | 17   | 18   | 19   | 20   |
| 25   | 21   | 22   | 23   | 24   | 25   | 26   | 27   |
| 26   | 28   | 29   | 30   |      |      |      |      |

| Juli | Juli | Juli | Juli | Juli | Juli | Juli | Juli |
| Kw   | Mo   | Di   | Mi   | Do   | Fr   | Sa   | So   |
| ---- | ---- | ---- | ---- | ---- | ---- | ---- | ---- |
| 26   |      |      |      | 1    | 2    | 3    | 4    |
| 27   | 5    | 6    | 7    | 8    | 9    | 10   | 11   |
| 28   | 12   | 13   | 14   | 15   | 16   | 17   | 18   |
| 29   | 19   | 20   | 21   | 22   | 23   | 24   | 25   |
| 30   | 26   | 27   | 28   | 29   | 30   | 31   |      |

| August | August | August | August | August | August | August | August |
| Kw     | Mo     | Di     | Mi     | Do     | Fr     | Sa     | So     |
| ------ | ------ | ------ | ------ | ------ | ------ | ------ | ------ |
| 30     |        |        |        |        |        |        | 1      |
| 31     | 2      | 3      | 4      | 5      | 6      | 7      | 8      |
| 32     | 9      | 10     | 11     | 12     | 13     | 14     | 15     |
| 33     | 16     | 17     | 18     | 19     | 20     | 21     | 22     |
| 34     | 23     | 24     | 25     | 26     | 27     | 28     | 29     |
| 35     | 30     | 31     |        |        |        |        |        |

| September | September | September | September | September | September | September | September |
| Kw        | Mo        | Di        | Mi        | Do        | Fr        | Sa        | So        |
| --------- | --------- | --------- | --------- | --------- | --------- | --------- | --------- |
| 35        |           |           | 1         | 2         | 3         | 4         | 5         |
| 36        | 6         | 7         | 8         | 9         | 10        | 11        | 12        |
| 37        | 13        | 14        | 15        | 16        | 17        | 18        | 19        |
| 38        | 20        | 21        | 22        | 23        | 24        | 25        | 26        |
| 39        | 27        | 28        | 29        | 30        |           |           |           |

| Oktober | Oktober | Oktober | Oktober | Oktober | Oktober | Oktober | Oktober |
| Kw      | Mo      | Di      | Mi      | Do      | Fr      | Sa      | So      |
| ------- | ------- | ------- | ------- | ------- | ------- | ------- | ------- |
| 39      |         |         |         |         | 1       | 2       | 3       |
| 40      | 4       | 5       | 6       | 7       | 8       | 9       | 10      |
| 41      | 11      | 12      | 13      | 14      | 15      | 16      | 17      |
| 42      | 18      | 19      | 20      | 21      | 22      | 23      | 24      |
| 43      | 25      | 26      | 27      | 28      | 29      | 30      | 31      |

| November | November | November | November | November | November | November | November |
| Kw       | Mo       | Di       | Mi       | Do       | Fr       | Sa       | So       |
| -------- | -------- | -------- | -------- | -------- | -------- | -------- | -------- |
| 44       | 1        | 2        | 3        | 4        | 5        | 6        | 7        |
| 45       | 8        | 9        | 10       | 11       | 12       | 13       | 14       |
| 46       | 15       | 16       | 17       | 18       | 19       | 20       | 21       |
| 47       | 22       | 23       | 24       | 25       | 26       | 27       | 28       |
| 48       | 29       | 30       |          |          |          |          |          |

| Dezember | Dezember | Dezember | Dezember | Dezember | Dezember | Dezember | Dezember |
| Kw       | Mo       | Di       | Mi       | Do       | Fr       | Sa       | So       |
| -------- | -------- | -------- | -------- | -------- | -------- | -------- | -------- |
| 48       |          |          | 1        | 2        | 3        | 4        | 5        |
| 49       | 6        | 7        | 8        | 9        | 10       | 11       | 12       |
| 50       | 13       | 14       | 15       | 16       | 17       | 18       | 19       |
| 51       | 20       | 21       | 22       | 23       | 24       | 25       | 26       |
| 52       | 27       | 28       | 29       | 30       | 31       |          |          |

## Ereignisse

### Politik und Weltgeschehen

#### Osmanisches Reich / Florenz

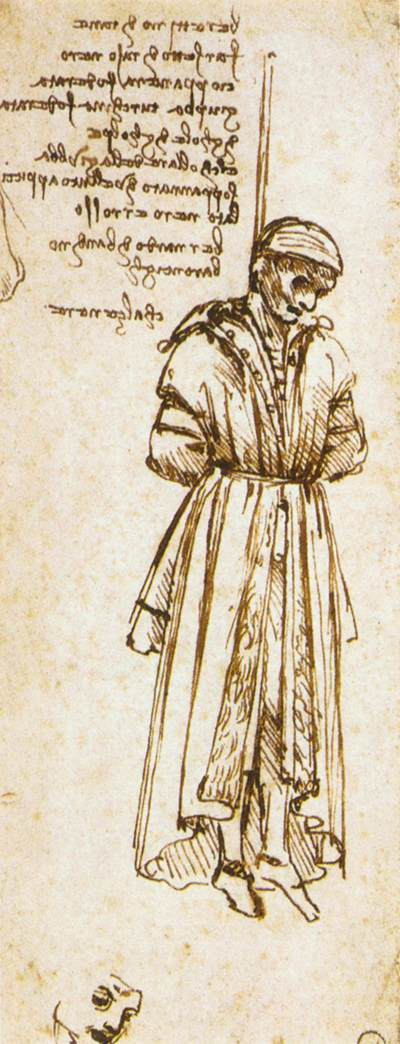
Bernardo di Bandino Baroncelli wird gehängt (Skizze von Leonardo da Vinci).

Bernardo Bandini Baroncelli, einer der Hauptattentäter der Pazzi-Verschwörung gegen die Medici und mutmaßlicher Mörder Giuliano di Piero de’ Medicis, dem im Vorjahr die Flucht in das Osmanische Reich gelungen ist, wird auf Befehl von Sultan Mehmed II. im Frühjahr in Konstantinopel verhaftet. Ende des Jahres erreicht Lorenzo de’ Medici durch Verhandlungen mit der Hohen Pforte seine Auslieferung nach Florenz. Bandini wird nach Florenz zurückgeführt, am 28. Dezember zum Tode verurteilt und am folgenden Tag im Palazzo del Bargello durch den Strang hingerichtet.

#### Republik Venedig
Die Republik Venedig unter dem im Vorjahr neu gewählten Dogen Giovanni Mocenigo schließt am 24. Januar Frieden mit dem Osmanischen Reich unter Sultan Mehmed II. und muss auf die Argolis, Negroponte, Skutari und Lemnos verzichten sowie darüber hinaus jedes Jahr 10.000 Golddukaten Tribut zahlen.

#### Ungarn/Böhmen/Polen
Zu Beginn der Herrschaft von Matthias Corvinus erringen die ungarischen Feldherren Pál Kinizsi und István Báthory am 13. Oktober einen bedeutenden Sieg über die Türken in der Schlacht auf dem Brodfeld. Die Osmanen unter Ali Kodscha werden vernichtend geschlagen. Die Niederlage der Osmanen führt dazu, dass diese für längere Zeit Süd-Ungarn und Siebenbürgen nicht mehr angreifen.

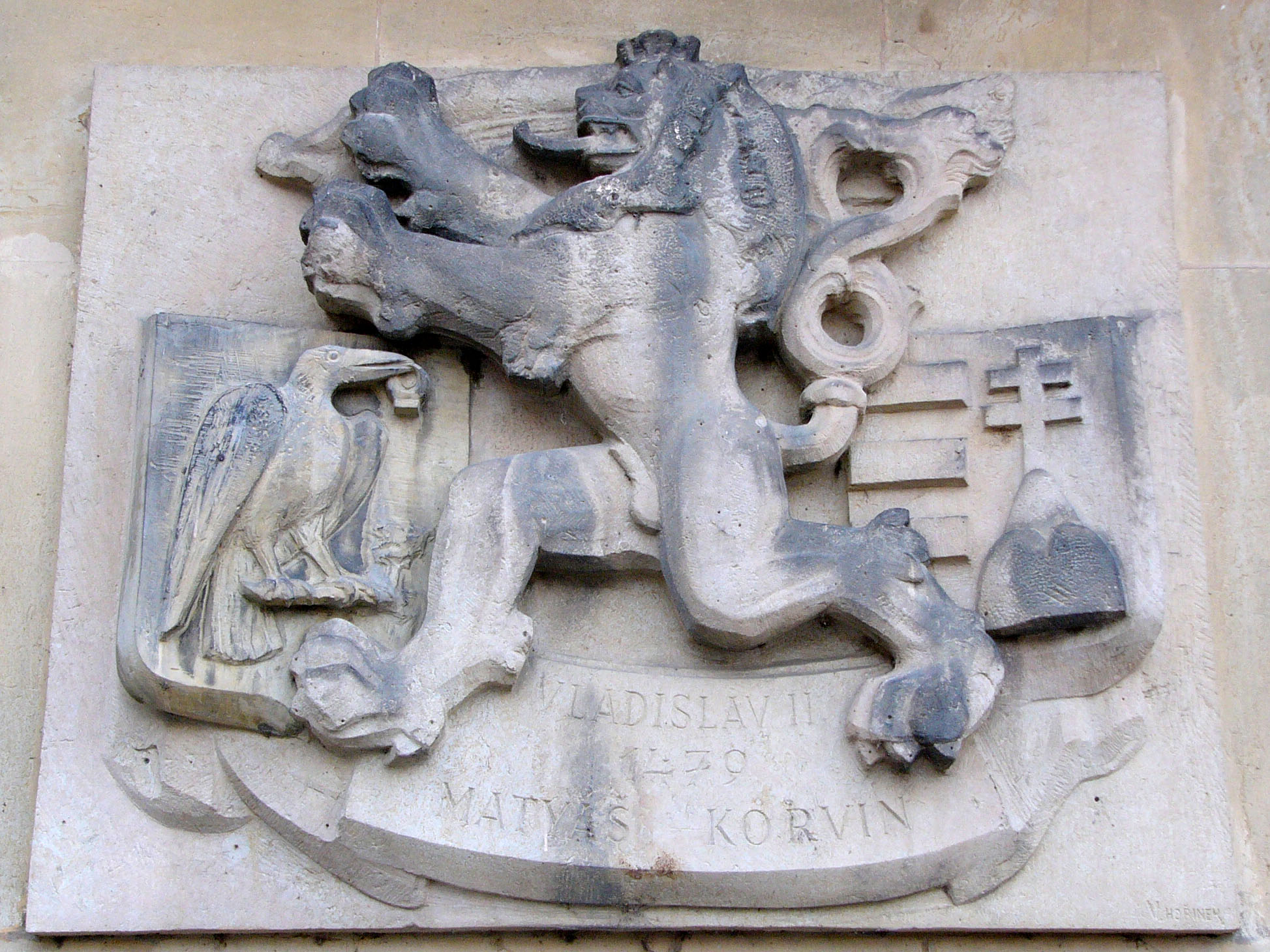
Frieden von Olmütz 1479

Mit dem Frieden von Olmütz legen Matthias Corvinus und Wladislaw von Polen den zehn Jahre andauernden Böhmisch-Ungarischen Konflikt bei. Corvinus verzichtet auf weitere Ansprüche in Böhmen, behält aber die böhmischen Nebenländer Mähren, Schlesien, Ober- und Niederlausitz sowie den Titel als König von Böhmen. Die böhmischen Herrschaftsansprüche desjenigen, der als Erster sterben sollte, sollen an den jeweils anderen fallen. Mit dieser Bestimmung wird die staatsrechtliche Einheit der Böhmischen Krone gewahrt, auch wenn es momentan zwei Könige gibt.

#### Heiliges Römisches Reich

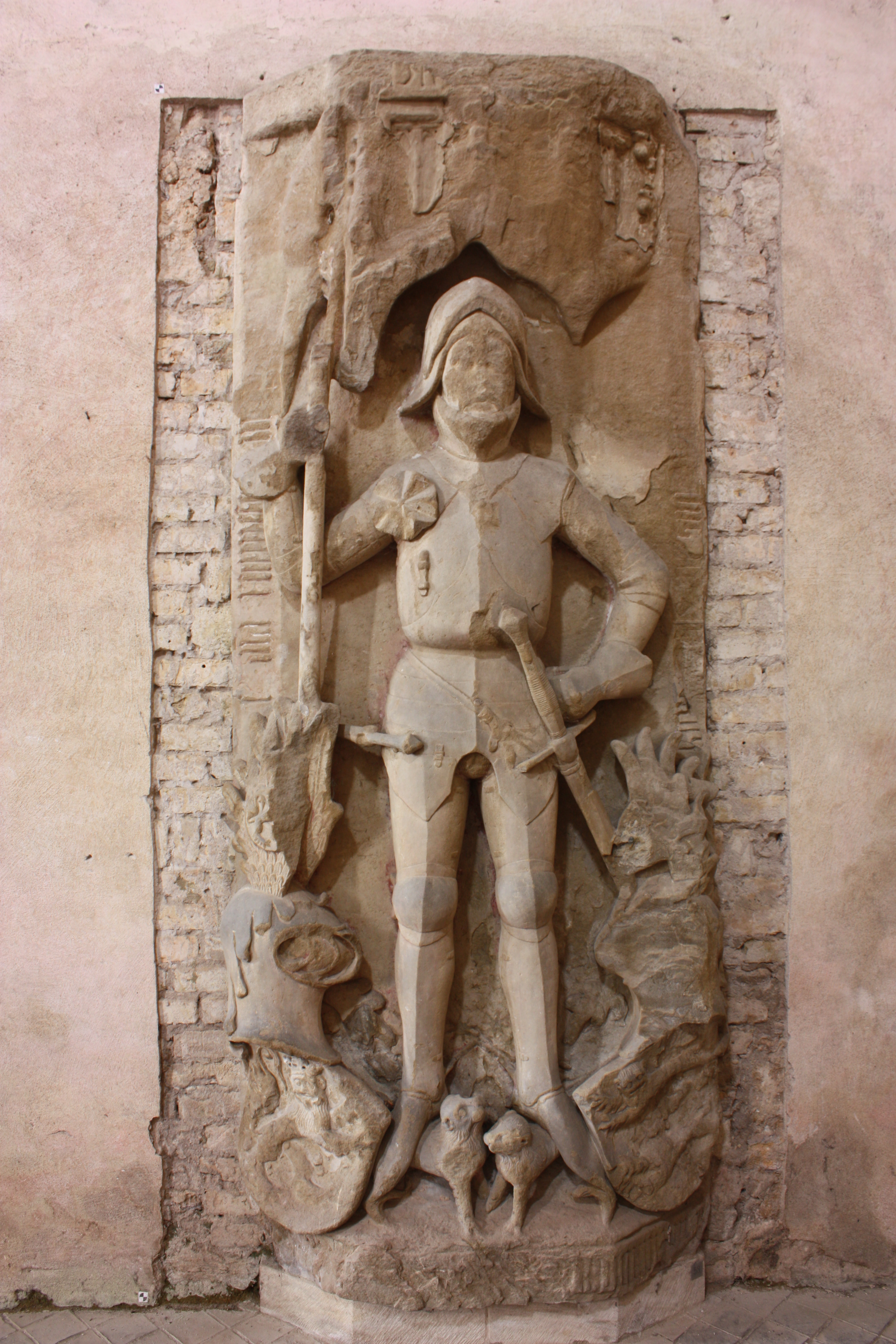
Grabplatte Philipps I.

- 27. Juni: Mit dem Tod von Philipp I., dessen beide Söhne schon vor ihm gestorben sind, stirbt das Geschlecht der Katzenelnbogen in männlicher Linie aus. Die Grafschaft Katzenelnbogen inklusive der gleichnamigen Hauptstadt und der Stadt Darmstadt fällt an Landgraf Heinrich III. von Hessen, der mit Anna von Katzenelnbogen verheiratet ist. Aufgrund dieses Erbes erhält er den Beinamen „der Reiche“. Darmstadt sinkt für einige Zeit von einer bedeutenden Nebenresidenz zum Status einer Provinzstadt hinab.

#### West- und Südwesteuropa
Herzog Maximilian I. von Burgund aus dem Hause Habsburg besiegt am 17. August mit seinem Heer die Franzosen unter Philippe de Crèvecœur in der Schlacht bei Guinegate. König Ludwig XI. wollte seinem Reich weiteren burgundischen Besitz einverleiben.
Der am 4. September im kastilischen Toledo unterzeichnete Vertrag von Alcáçovas beendet den kastilischen Erbfolgekrieg zwischen Kastilien und Portugal. Der portugiesische König Alfons V. erklärt seinen Verzicht aller Ansprüche auf den kastilischen Thron, dafür wird die portugiesische Oberhoheit über alle Gewässer und Ländereien südlich von Kap Bojador bekräftigt. Lediglich die Kanarischen Inseln werden Kastilien zugesprochen.

#### Asien
Das vietnamesische Reich Annam greift das benachbarte Lan Xang und schlägt es vernichtend, wobei der Thronfolger von Lan Xang Kone Keo ums Leben kommt. König Sai Tia Kaphut dankt daraufhin zugunsten seines ältesten verbliebenen Sohnes Suvanna Ban Lang ab, der eine Armee um sich sammelt und die Invasoren aus der Hauptstadt Luang Prabang vertreibt.

#### Urkundliche Ersterwähnungen
Furna wird erstmals urkundlich erwähnt.

### Wissenschaft und Technik
- 1. Juni: Die Universität Kopenhagen wird von König Christian I. errichtet.
- Erste urkundliche Erwähnung der Schwabacher Lateinschule

### Kultur und Gesellschaft
- 10. Juli: Der Stadtrat von Leipzig beschließt, zu eren der stadt und allen bürgern zu nutz und frommen Stadtpfeifer einzustellen. Die ersten Leipziger Stadtpfeifer sind Hans Nagel und seine zwei Söhne. Sie haben die Musik in den Kirchen mitzugestalten, regelmäßig am Rathaus zu blasen und zu Festlichkeiten aufzuspielen. Die Stadtpfeifer müssen vor Amtsantritt eine Prüfung ablegen und einen Eid leisten.

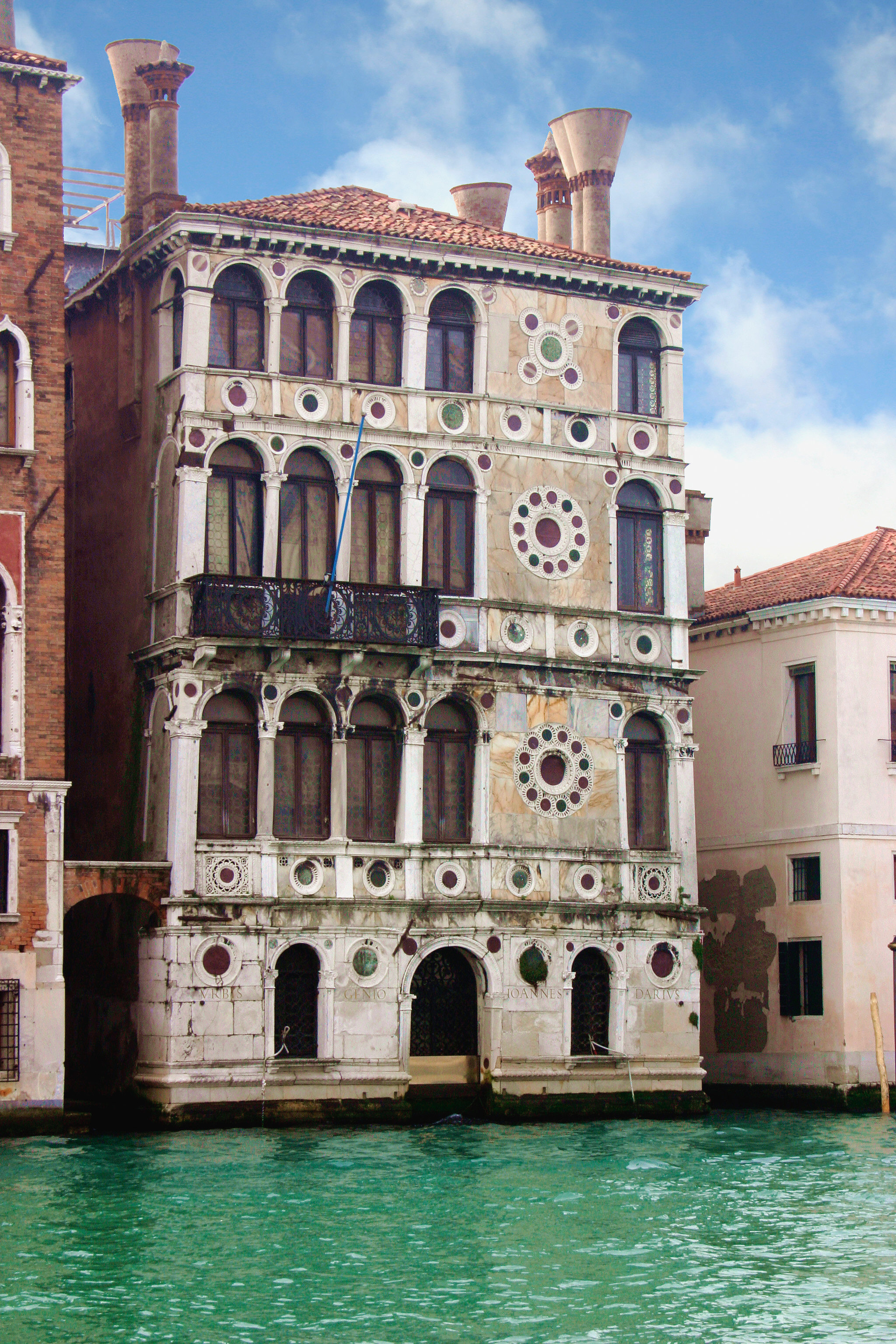
Palazzo Dario

- Giovanni Dario, Sekretär des Senats der Republik Venedig, gibt bei dem bekannten Architekten Pietro Lombardo den Bau eines Palazzos im Sestiere (Viertel) von Dorsoduro, direkt am Canal Grande am Beginn des Rio delle Torreselle in Auftrag. Der Palazzo Dario wird im Jahr 1487 fertiggestellt. Der Korpus des Gebäudes wird im typischen Stil der italienischen Gotik errichtet, während die Fassade die Renaissance repräsentiert.

## Geboren

### Geburtsdatum gesichert
- 10. Januar: Johannes Cochläus, deutscher Humanist († 1552)
- 12. März: Giuliano di Lorenzo de’ Medici, Herzog von Nemours († 1516)
- 13. März: Lazarus Spengler, Ratsherr und Förderer der Reformation in Nürnberg († 1534)
- 20. März: Ippolito I. d’Este, Erzbischof von Gran, Mailand und Capua († 1520)
- 25. März: Wassili III., Großfürst von Moskau († 1533)
- 29. März: Reinhard von Leiningen-Westerburg, katholischer Geistlicher und Domdekan in Köln († 1540)
- 03. Mai: Heinrich V., Herzog von Mecklenburg-Schwerin († 1552)
- 05. Mai: Amar Das, Guru der Sikhs († 1574)
- 15. Juni: Lisa del Giocondo, Florentiner Bürgersfrau, vermutlich Modell für die Mona Lisa († 1542)
- 15. Juni: Veit Werner von Zimmern, deutscher Adeliger († 1499)
- 16. Juni: Bogdan III., Woiwode des Fürstentums Moldau († 1517)
- 17. September: Celio Calcagnini, italienischer Humanist († 1541)
- 06. November: Johanna von Kastilien, Königin von Kastilien, León und Aragón († 1555)
- 06. November: Philipp I., Markgraf von Baden († 1533)

### Genaues Geburtsdatum unbekannt
- August: Katherine of York, englische Adelige und Mitglied des Hauses York († 1527)
- Leandro Alberti, italienischer Dominikaner und Historiker († um 1552)

### Geboren um 1479
- Peter Henlein, deutscher Schlosser und angeblich Erfinder der tragbaren Uhr († 1542)

## Gestorben

### Januar bis Juli
- 18. Januar: Ludwig IX., Herzog von Bayern-Landshut (* 1417)
- 19. Januar: Johann II., König von Aragón, Sardinien und Navarra (* 1397 oder 1398)
- 12. Februar: Eleonore, Königin von Navarra (* 1425)
- zw. 14. und 25. Februar: Antonello da Messina, italienischer Maler (* um 1429/1430)
- 27. März: Jorge Manrique, kastilischer Dichter (* um 1440)
- 02. April: Berardo Eroli, Bischof von Spoleto und Kardinalbischof von Sabina (* 1409)
- 12. April: Bernhard Darsow, Ratsherr der Hansestadt Lübeck
- 13. April: Niklas von Wyle, deutscher Schriftsteller und Übersetzer (* um 1410)
- 21. April: Hans von Waltheim, Patrizier aus Halle (Saale), Reisender und Pilger (* 1422)
- 27. Juni: Philipp I., Graf von Katzenelnbogen (* 1402)
- 12. Juli: Silvester Stodewescher, Erzbischof von Riga

### August bis Dezember
- Anfang August: Adrian I. von Bubenberg, bernischer Schultheiß und Kommandant in der Schlacht bei Murten (* 1434)
- 03. August: Giacopo Antonio Venier, Kardinal der katholischen Kirche, Bischof von Syrakus, León und Cuenca (* 1422)
- 07. August: Wilhelm II., Graf und Herr zu Castell (* 1415)
- 02. September: Ulrich von Nußdorf, Fürstbischof von Passau
- 10. September: Jacopo Ammannati Piccolomini, italienischer Gelehrter und Kardinal der katholischen Kirche (* 1422)
- 23. September: Lucrezia d’Alagno, italienische Adelige, Mätresse von König Alfons V. von Aragón (* um 1430)
- 30. September: Margarethe von Savoyen, Königin von Sizilien, Pfalzgräfin und Gräfin von Württemberg (* 1420)
- 14. Oktober: Margarete von Bayern, Markgräfin von Mantua (* 1442)
- 06. November: James Hamilton, 1. Lord Hamilton, schottischer Adeliger (* um 1415)
- nach dem 19. Dezember: Nicole, Gräfin von Penthièvre (* vor 1434)
- 29. Dezember: Bernardo Bandini Baroncelli, italienischer Bankier und Attentäter (* 1420)

### Genaues Todesdatum unbekannt
- Petrus Mitte von Caprariis, französischer Präzeptor des Antoniter-Ordens
- Hans Strigel der Jüngere, Memminger Maler (* 1450)

### Gestorben um 1479
- Luciano Laurana, dalmatinisch-italienischer Architekt und Baumeister (* um 1420)